# Droga ekspresowa S79 (Polska)
Droga ekspresowa S79 – droga ekspresowa w Warszawie. Stanowi łącznik pomiędzy ul. Marynarską a Południową Obwodnicą Warszawy, tworząc tym samym połączenie między Lotniskiem Chopina a obwodnicą ekspresową.
Droga S79 ma stać się w przyszłości fragmentem Trasy N-S, ułatwiającej wyjazd z miasta na trasę S7.
W październiku 2019 odcinek drogi pomiędzy aleją Legionów Piłsudskiego a ulicą Sasanki otrzymał nazwę ulica Pilotów.

## Budowa
10 sierpnia 2009 r. GDDKiA podpisała z konsorcjum TEERAG-ASDAG POLSKA Sp. z o.o./Intop Tarnobrzeg Sp. z o.o. umowę na budowę drogi ekspresowej S2 na odcinku od węzła Lotnisko do węzła Puławska (ok. 2,5 km) wraz z łącznikiem lotniskowym do węzła Marynarska S79 (5 km). Prace budowlane rozpoczęto 16 września 2009. Łączny koszt budowy trasy S79 wraz z fragmentem trasy S2 zaplanowano na 1,123 mld zł.

### WęzełMarynarska– węzełMPL Okęcie
Długość: 2 km. Odcinek został oddany do ruchu 14 czerwca 2013 roku.

### WęzełMPL Okęcie– WęzełWarszawa Lotnisko
Długość: 3 km. Ta część trasy została wybudowana 6 września 2013 roku. Tego dnia oddano do ruchu także 7 km trasy S2 na odc. węzeł „Krakowska” – węzeł „Lotnisko”.

### WęzełWarszawa Lotnisko– WęzełPuławska
Długość: ok. 2,5 km. Odcinek ten – którego przebieg pokrywa się z przebiegiem drogi S2 – oddano 18 września 2013 roku.